# Хауэллс, Джон Мид
Джон Мид Хауэллс (англ. John Mead Howells; 14 августа 1868 — 22 сентября 1959) — американский архитектор.

## Ранний период жизни. Образование
Хауэллс родился в Кембридже, штат Массачусетс, в семье писателя Уильяма Дина Хауэллса.
В 1891 году получил степень бакалавра в Гарвардском университете, а в 1894 году окончил факультет архитектуры там же, а затем продолжил образование в Школе изящных искусств (École des Beaux-Arts) в Париже, получив диплом в 1897 году.

## Карьера
Хауэллс переехал в Нью-Йорк и основал архитектурную фирму Howells & Stokes вместе с Айзеком Ньютоном Фелпсом Стоуксом, который также учился в École des Beaux-Arts.
Бюро разработало такие проекты, как Часовня Святого Павла (англ. St. Paul’s Chapel) в Колумбийском университете и Stormfield (вилла в итальянском стиле, построенная по заказу Марка Твена, давнего друга его отца).
Выйдя из партнерства в 1913 году, Хауэллс сосредоточился на проектировании офисных зданиях в стиле ар-деко.
По некоторым проектам он сотрудничал с Реймондом Гудом, с которым он познакомился во время обучения в École des Beaux-Arts. В частности, он пригласил Гуда, когда победил в конкурсе проектов здания для газеты Chicago Tribune в 1922 году, и в результате был построен знаменитый небоскреб Трибьюн-тауэр. Они также совместно занимались проектом Дейли-Ньюс-билдинг в Нью-Йорке.
Среди других проектов Хауэллса — здание Бикмен-Тауэр в Нью-Йорке. По по просьбе министра торговли США Герберта Гувера Хауэллс разработал архитектурный проект Брюссельского университета в Бельгии (1922).
Ещё одна известная работа Хауэллса — т. н. «Инженерный четырёхугольник» (англ. Engineering Quadrangle) в Институте Пратта, построенный поэтапно с 1909 по 1928 год; Мемориал-холл (англ. Memorial Hall) 1927 года и Уиллоуби-холл (англ. Willoughby Hall) в Институте Пратта 1957 года.
Хауэллс был президентом Общества архитекторов бозар и Общества архитекторов Diplômes. Он был избран в Национальный институт искусств и литературы, стал Кавалером Ордена Почётного легиона и офицером Ордена Короны (Бельгия). С 1933 по 1937 год Хауэллс работал в Комиссии по изящным искусствам США (англ. U.S. Commission of Fine Arts). В 1944 году он был избран в Национальную академию дизайна.
Хауэллс — автор нескольких книг по истории архитектуры.